# Trigonoptera sumptuosa
Trigonoptera sumptuosa là một loài bọ cánh cứng trong họ Cerambycidae.